# تغییرحجم‌سنجی نوری

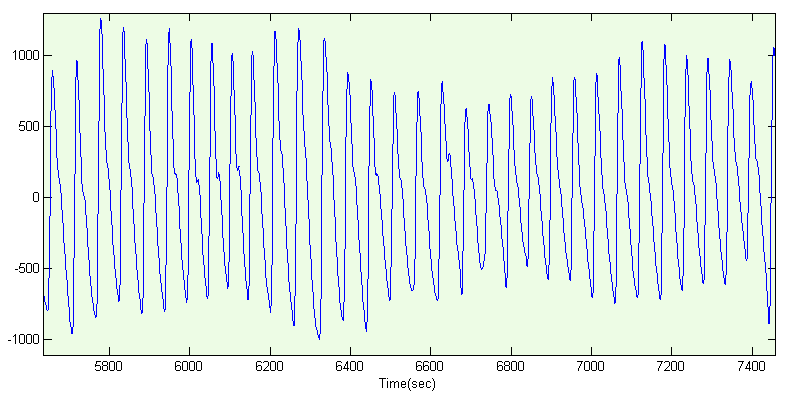
نمایشگر PPG گرفته شده از پالس اکسی‌متر گوش. تنوع و تغییرات در دامنه ناشی از تنوع ناشی از تنفس می‌باشد. MeSH

تغییرحجم‌سنجی نوری یا فوتوپلتیسموگرام (Photoplethysmogram یا PPG)یک حجم‌سنجی نوری است که می‌تواند برای تشخیص تغییرات حجم خون در بستر رگ عروقی بافت به کار گرفته شود. PPG معمولاً با استفاده از اکسیژن‌سنج خون(پالس اکسی‌متر) بدست می‌آید که پوست را تحت تأثیر قرار داده و تغییرات جذب نور را اندازه‌گیری می‌کند. اکسیژن‌سنج خون معمولی بر اساس خونی که در بافت غشاء میانی پوست و بخش زیرپوستی قرار دارد عمل پایش(مانیتورینگ) را انجام می‌دهد.
با هر چرخه قلبی، قلب خون را به تمام نقاط بدن پمپ می‌کند. درست است که این فشار نبض تا زمانی که به پوست می‌رسد تا حدودی میرا می‌شود، اما همین کافی است که منجر به متورم کردن شریان و سرخرگها در بافت زیرپوستی شود. اگر اکسیژن‌سنج خون بدون فشار به پوست متصل شود، یک فشار نبض از شبکه سیاهرگی به عنوان یک قله کوچک ثانویه شناسایی می‌شود.

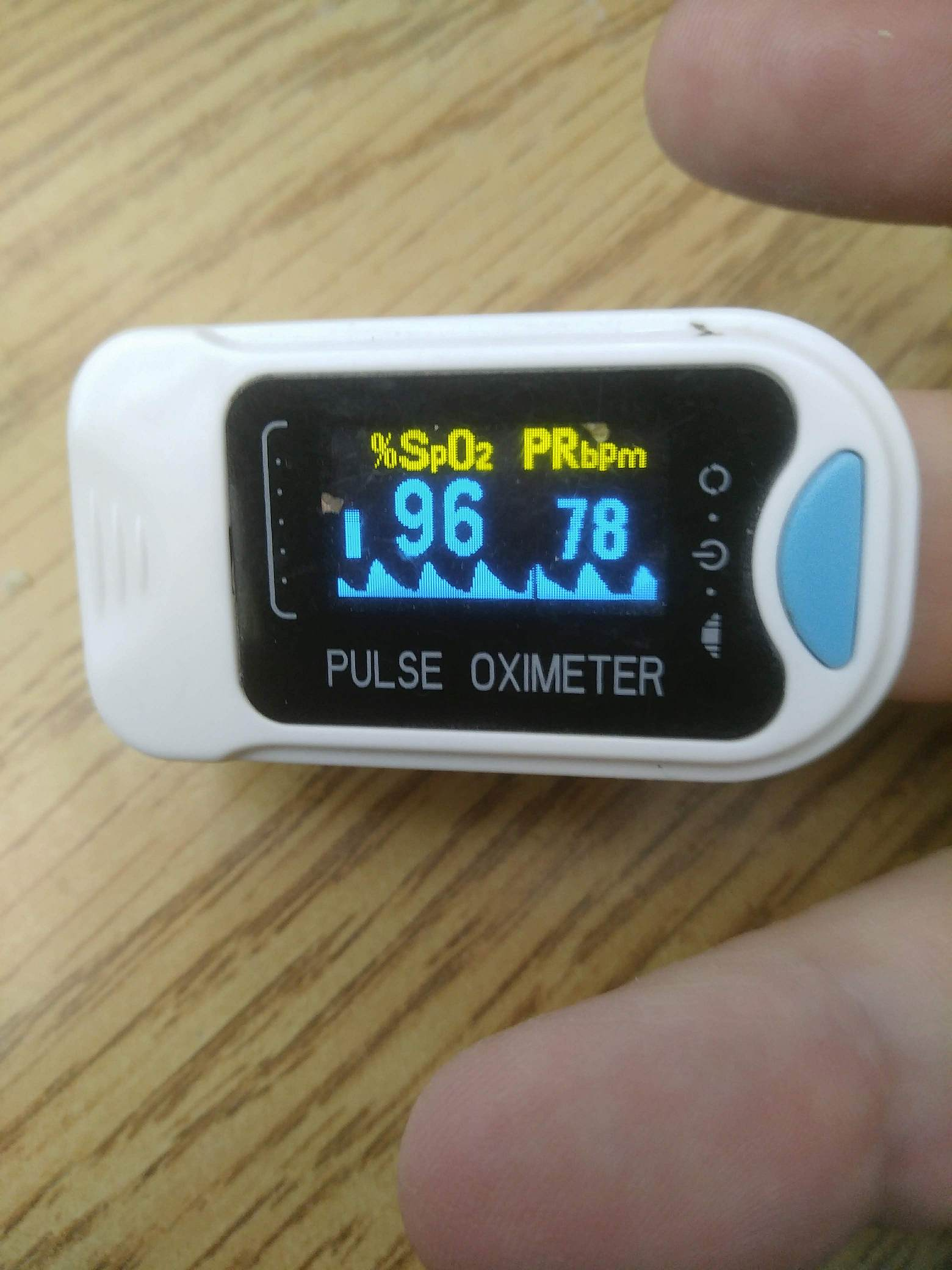
پالس اکسی‌متر (اکسیژن‌سنج خون) انگشت

تغییرات در حجم که به وسیله فشار نبض(پالس) ایجاد می‌شود، با تاباندن نور به کمک یک دیود نوری (LED) و سپس میزان نوری که بازتاب یا منتقل می‌شود به کمک یک فوتودیود قابل اندازه‌گیری است. هر چرخه قلبی همان‌طور که در شکل دیده می‌شود، به صورت یک قله ظاهر می‌شود. از آن‌جایی که جریان خون بر روی پوست می‌تواند با سیستم‌های فیزیولوژیکی دیگر بدن کمی دچار تغییر شود، PPGمی‌تواند برای نظارت بر تنفس، کم‌حجمی‌خون و سایر شرایط گردش خون استفاده شود. علاوه بر این، شکل موج PPG بین اشخاص مختلف متفاوت است، و این تفاوت به چگونگی قرارگیری و موقعیت مکانی که اکسیژن‌سنج خون نصب شده‌است بستگی دارد.

## مکان‌هایی برای اندازه‌گیری PPG
در حالی که اکسیژن‌سنج‌های خون یک دستگاه پزشکی متداول هستند،PPG حاصل از آن‌ها به ندرت نمایش داده می‌شود و فقط برای تعیین ضربان قلب پردازش میشود. PPGها را می‌توان از طریق جذب انتقالی(مانند نوک انگشت) یا انعکاس (مانند پیشانی) بدست آورد.
در تنظیمات سرپایی، اکسیژن‌سنج‌های خون معمولاً روی انگشت قرار داده و پوشیده می‌شوند. با این‌حال، در موارد شوک، سرمازدگی و غیره، می‌توان جریان خون را در محیط پیرامونی کاهش داد، در نتیجه یک PPG بدون ضربان قلب قابل تشخیص است. در این حالت می‌توان PPG را توسط یک اکسیژن‌سنج نبضی روی سر بدست آورد، با شایع‌ترین مکان‌ها که در گوش، تیغه‌بینی و پیشانی قرار دارد. PPG همچنین می‌تواند به عنوان تغییر حجم سنجی نوری چند مکانه(MPPG) پیکربندی شود، به عنوان مثال اندازه‌گیری همزمان از آویز گوش راست و چپ، انگشتان اشاره و انگشتان شصت پا، و ارائه فرصت‌های بیشتر برای ارزیابی بیماران مشکوک به بیماری شریانی پیرامونی، اختلال عملکرد خودکار، اختلال عملکرد اندوتلیال و سفتی شریانی. MPPG همچنین پتانسیل قابل توجهی برای داده‌کاوی ارائه می‌دهد، به عنوان مثال با استفاده از یادگیری عمیق، و همچنین طیف وسیعی از تکنیک‌های ابتکاری دیگر برای تجزیه و تحلیل موج نبض.
مشخص شده‌است که آرتیفکت‌های حرکتی یک عامل محدودکننده است که مانع از قرائت دقیق در هنگام ورزش و شرایط زندگی آزاد می‌شود.

## کاربردها

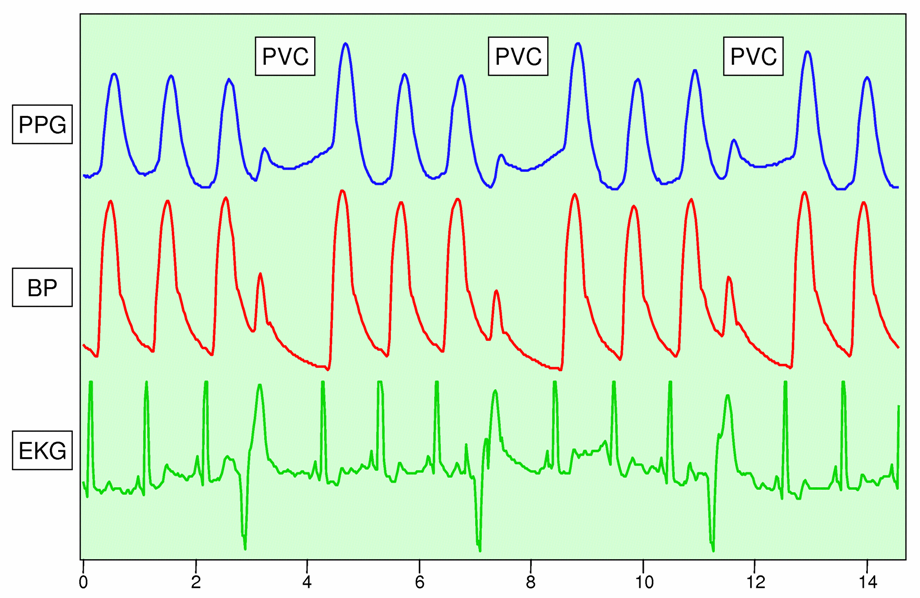
انقباض بطنی زودرس (PVC) همانند EKG و فشار خون (BP) در PPG نیز دیده می‌شود.

### نظارت بر ضربان قلب و چرخه قلبی

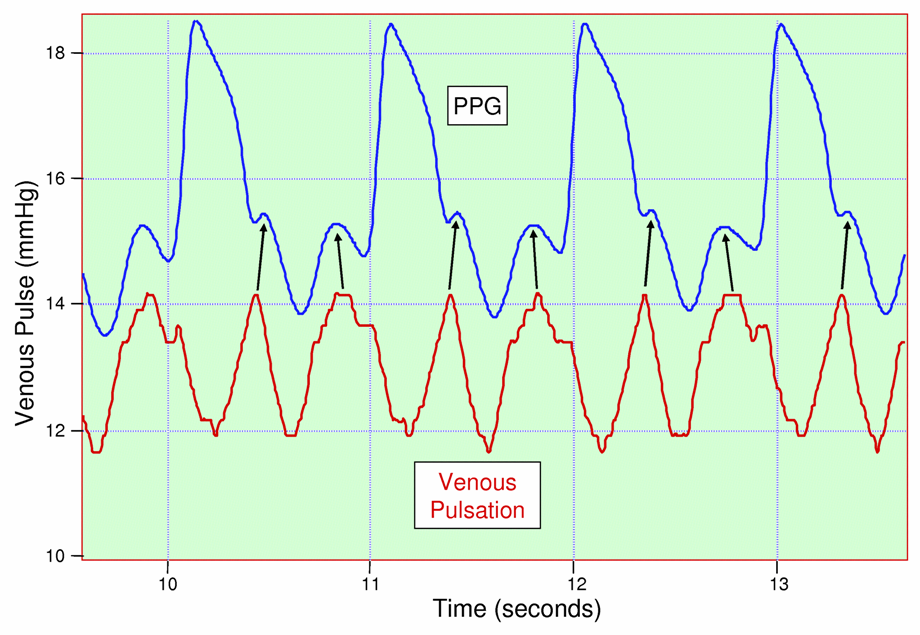
نبض‌های وریدی را می‌توان به وضوح در این PPG مشاهده کرد.

از آن‌جا که پوست به‌طور بسیار غنی تزریق شده‌است، تشخیص جزء ضرباندار چرخه قلب نسبتاً آسان است. مؤلفه DC سیگنال به میزان عمده قابل انتساب به جذب بافت پوست می‌باشد، در حالیکه مؤلفه AC مستقیماً به تغییر حجم خون در پوست ناشی از فشار نبض چرخه قلب نسبت داده می‌شود.
ارتفاع مؤلفه AC تغییر حجم‌سنجی نوری متناسب با فشار نبض، اختلاف فشار انقباضی و انبساطی در رگ‌ها است. همان‌طور که در شکل انقباضات بطنی زودرس (PVCs) نشان داده شده‌است، ضربان PPG برای چرخه قلب با PVC منجر به فشار خون و PPG با دامنه کمتری می‌شود. تپش قلب بطنی و انقباض نامنظم رشته‌های عضلانی (فیبریلاسیون) بطنی نیز قابل تشخیص است.

### نظارت بر تنفس

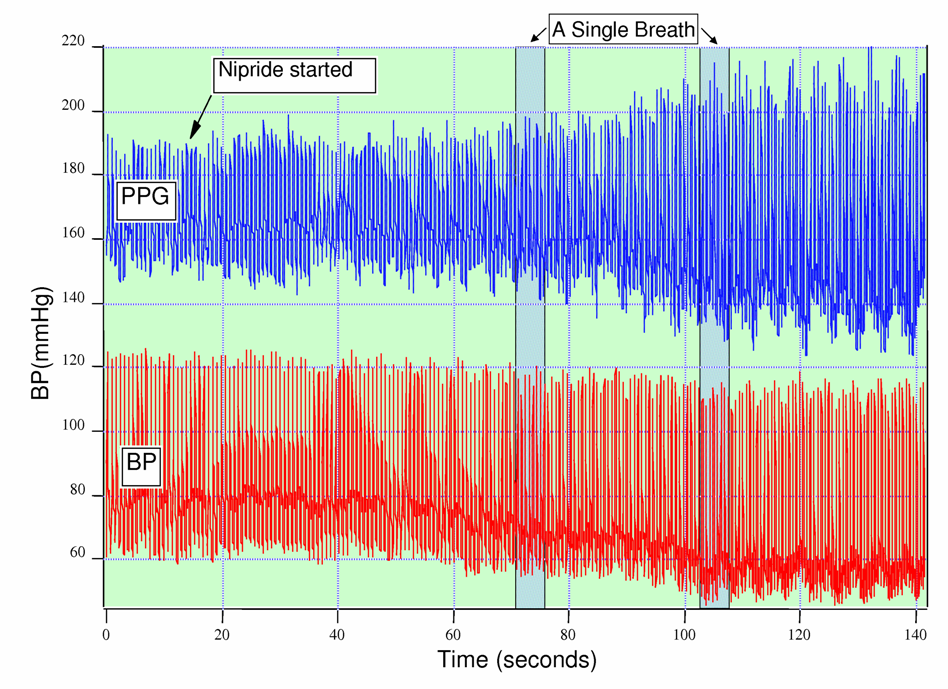
اثرات سدیم نیتروپروساید (Nipride)، یک گشادکننده عروق پیرامونی، بر PPG انگشت یک ماده آرام بخش. همان‌طور که انتظار می‌رفت، دامنه PPG پس از تزریق افزایش می‌یابد، و علاوه بر این، تنوع ناشی از تنفس (RIV) افزایش می‌یابد.

تنفس با تغییر فشار داخل پرده جنبی، فشار بین دیواره قفسه سینه و ریه‌ها بر چرخه قلب تأثیر می‌گذارد. از آنجا که قلب در حفره قفسه سینه بین ریه‌ها قرار دارد، فشار جزئی استنشاق و بازدم فشار زیادی بر روی سیاهرگ و پرشدن دهلیز راست دارد. این اثر اغلب به عنوان آریتمی سینوسی طبیعی شناخته می‌شود.
در طول دم، فشار داخل پرده جنبی تا ۴ میلی‌متر جیوه کاهش می‌یابد، که دهلیز راست را متورم می‌کند، اجازه می‌دهد سیاهرگ سریع‌تر پر شود، بارگذاری بطن افزایش و سکته قلبی کاهش یابد. بر عکس در طول بازدم، قلب فشرده می‌شود، کارایی چرخه قلب کاهش می‌یابد و حجم سکته افزایش می‌یابد. وقتی فرکانس و عمق تنفس افزایش می‌یابد، بازگشت سیاهرگی افزایش می‌یابد و منجر به افزایش برونده قلب می‌شود.

### نظارت بر عمق بیهوشی
متخصصان بیهوشی اغلب باید به‌طور ذهنی قضاوت کنند که آیا بیمار به اندازه کافی برای عمل جراحی بیهوش شده‌است. همان‌طور که در شکل دیده می‌شود، اگر بیمار به اندازه کافی بیهوش نشود، پاسخ سیستم عصبی خودکار به یک برش می‌تواند یک واکنش و پاسخ فوری در دامنه PPG ایجاد کند.

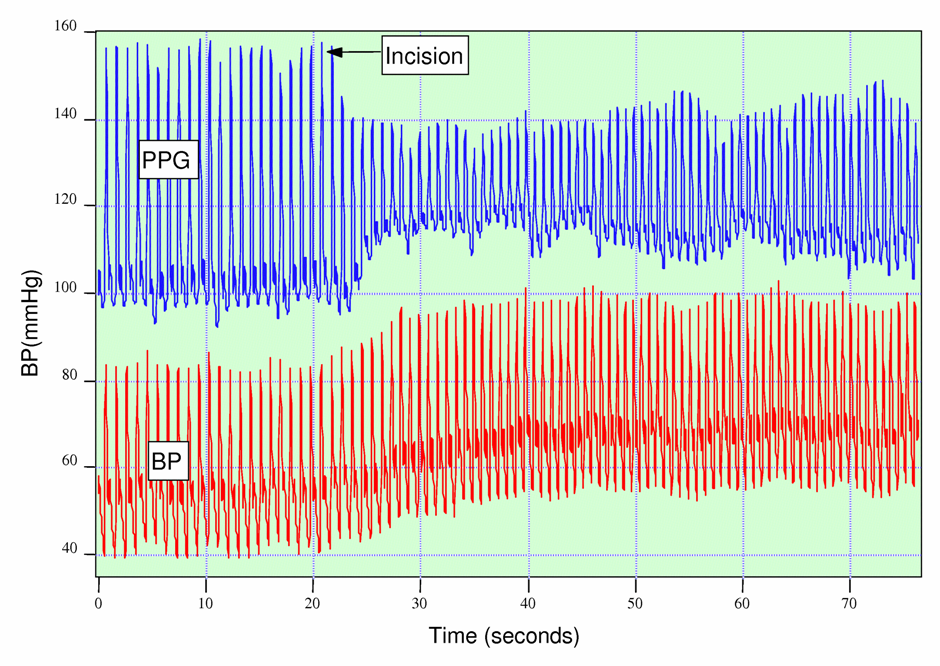
اثرات برش بر روی سوژه‌ای تحت بیهوشی کلی بر روی فوتوپلتیزموگرافی (PPG) و فشار خون (BP).

### نظارت بر کم‌حجمی خونی و سوزن تزریق
شامیر(Shamir)، ایدلمن(Eidelman) و همکاران اثر متقابل بین تنفس و حذف ۱۰ درصد از حجم خون بیمار برای ذخیره خون قبل از جراحی را مطالعه کردند. آن‌ها دریافتند که از دست دادن خون در دستگاه تغییر حجم‌سنجی نوری هم از طریق اکسیژن‌سنج خون و هم از طریق کاتتر شریانی قابل تشخیص است. بیماران در هنگام فشرده شدن قلب، در دامنه ضربان قلب ناشی از بار اولیه قلب در هنگام بازدم، کاهش نشان دادند.

### نظارت بر فشار خون
گزارش شده‌است که FDA در ماه آگوست سال ۲۰۱۹ برای تغییر حجم‌سنج نوری مبتنی بر نظارت بدون دست‌بند فشار خون ترخیص کالا از گمرک را ارائه می‌دهد.

## تغییر حجم‌سنج نوری از راه دور

### تصویربرداری مرسوم
در حالی‌که تغییر حجم‌سنجی نوری معمولاً به نوعی تماس با پوست انسان (مثلاً گوش، انگشت) نیاز دارد، تغییر حجم‌سنجی نوری از راه دور امکان تعیین فرایندهای فیزیولوژیکی مانند جریان خون بدون تماس با پوست را فراهم می‌کند. این امر با استفاده از فیلم ویدئویی برای تجزیه و تحلیل تغییرات ناچیز لحظه‌ای در رنگ پوست سوژه که برای چشم انسان قابل تشخیص نیست، حاصل می‌شود. چنین اندازه‌گیری مبتنی بر دوربین از میزان اکسیژن خون، جایگزینی بدون تماس برای تغییر حجم‌سنجی نوری معمولی را فراهم می‌کند. به عنوان مثال، می‌تواند برای نظارت بر ضربان قلب نوزادان تازه متولدشده، یا تجزیه و تحلیل با شبکه‌های عصبی عمیق برای تعیین میزان استرس مورد استفاده قرار بگیرد.

تغییرحجم‌سنجی نوری انگشت شست توسط تمام‌نگار تصویربرداری لیزر داپلر

### تمام‌نگاری دیجیتال
تغییر حجم‌سنجی نوری همچنین می‌تواند توسط تمام‌نگاری دیجیتال انجام شود، که به فاز امواج نور حساس است و از این رو می‌تواند حرکات خارج از صفحه زیر میکرون را نشان دهد. به‌طور خاص، تصویربرداری میدان وسیع از حرکت ضربانی ناشی از جریان خون را می‌توان بر روی انگشت شست توسط تمام‌نگاری دیجیتال اندازه‌گیری کرد. نتایج قابل مقایسه با نبض خون است که توسط تغییر حجم‌سنجی نوری در طی یک آزمایش انسداد-خون‌رسانی مجدد کنترل و نظارت می‌شود.مزیت اصلی این سیستم این است که نیازی به تماس فیزیکی با سطح بافت مورد مطالعه ندارد.

امواج ضربان‌دار در پشت قورباغه توسط تمام‌نگار تغییرحجم‌سنجی نوری (فوتوپلتیسموگرافی) اندازه‌گیری می‌شود.

اصلاح این روش، تمام‌نگار تصویربرداری لیزر داپلر، نظارت غیر تهاجمی بر موج نبض جریان خون شبکیه و مشیمیه را ممکن می‌سازد. در تمام‌نگاری لیزر داپلر قسمت انتهایی چشم، مشیمیه سهم عمده را در سیگنال فرکانس بالای لیزر داپلر تشکیل می‌دهد. با این حال می‌توان با کم کردن متوسط سیگنال پایه فضایی، تأثیر آن را کاهش داد و به وضوح تصویر بالا و قابلیت تصویربرداری کامل از جریان خون ضربان‌دار دست یافت.